# Arquidiocese de Madras e Meliapore
A Arquidiocese de Madras e Meliapore (Archidiœcesis Madraspolitanus et Meliaporensis) é uma arquidiocese da Igreja Católica situada em Chennai (Madras), na Índia. É fruto da fusão da antiga diocese de São Tomé de Meliapore com a arquidiocese de Madras. Foi criada pela bula Ex Primaevae Ecclesiae, emitida pelo Papa Pio XII em 1952. Seu atual arcebispo é George Antonysamy. Sua sede é a Catedral-Basílica de São Tomé.

## História
A arquidiocese de Madras foi criada como um vigariato apostólico de Forte São Jorge, ligado à diocese de São Tomé de Meliapore, em 1642. Em 1886, foi elevado a arquidiocese independente. Com a reestruturação da Igreja Católica na Índia, em 1952/1953, a diocese de São Tomé de Meliapore foi dividida em duas, sendo uma parte a Diocese de Tanjore (ligada à Arquidiocese de Pondicherry e Cuddalore) e a outra unida à arquidiocese de Madras, que passaria a ter 4 sufragâneas.

## Prelados
|                                  | Nome                           | Período    | Notas                                   |
| Arcebispos                       | Arcebispos                     | Arcebispos | Arcebispos                              |
| -------------------------------- | ------------------------------ | ---------- | --------------------------------------- |
| 9º                               | George Antonysamy              | 2012-      | Atual                                   |
| 8º                               | Malayappan Chinnappa, S.D.B.   | 2005-2012  | Arcebispo emérito                       |
| 7º                               | James Masilamony Arul Das      | 1994-2004  |                                         |
| 6º                               | Casimir Gnanadickam, S.J.      | 1987-1993  |                                         |
| 5º                               | Anthony Rayappa Arulappa       | 1966-1987  |                                         |
| 4º                               | Louis Mathias, S.D.B.          | 1952-1965  |                                         |
| 3º                               | Claude Eugène Mederlet, S.D.B. | 1928-1934  |                                         |
| 2º                               | John Aelen, M.H.M.             | 1911-1928  | Renunciou                               |
| 1º                               | Joseph Colgan                  | 1886-1911  |                                         |
| Arcebispo coadjutor              |                                |            |                                         |
|                                  | John Aelen, M.H.M.             | 1902-1911  |                                         |
| Vigários apostólicos             |                                |            |                                         |
| 5º                               | Joseph Colgan                  | 1882-1886  | Elevado à Arcebispo                     |
| 4º                               | Stephen Fennelly               | 1868-1880  |                                         |
| 3º                               | John Fennelly                  | 1841-1868  |                                         |
| 2º                               | Patrick Joseph Carew           | 1840       | Nomeado Vigário apostólico de Bengala   |
| 1º                               | Daniel O'Connor, O.E.S.A.      | 1834-1840  | Renunciou                               |
| Vigários apostólicos coadjutores |                                |            |                                         |
|                                  | Daniel Murphy                  | 1845-1851  | Nomeado Vigário apostólico de Hyderabad |
|                                  | Patrick Joseph Carew           | 1838-1840  |                                         |
| Bispos auxiliares                |                                |            |                                         |
|                                  | Lawrence Pius Dorairaj         | 1998-2012  | Nomeado Bispo de Dharmapuri             |
|                                  | Savarinathan Michael Augustine | 1978-1981  | Nomeado Bispo de Vellore                |
|                                  | Francis Arthur Carvalho        | 1952-1965  |                                         |
|                                  | John Aelen, M.H.M.             | 1901-1902  | Nomeado Arcebispo coadjutor             |
|                                  | Theophilus Mayer, M.H.M.       | 1894-1900  |                                         |